# Кузнецов, Борис Юрьевич
Бори́с Ю́рьевич Кузнецо́в (18 февраля 1935, Яранский район, Кировский край — 2 июля 2013, Москва) — российский государственный деятель. Первый губернатор Пермской области (1991—1996), депутат Государственной думы второго созыва.

## Биография
Родился 18 февраля 1935 года в д. Большое Поле Яранского района Кировского края. Отец Юрий Константинович Кузнецов (1910 — ?) — шофёр, мать Анфиса Ивановна Кузнецова (1914 — ?) — домохозяйка. По национальности русский.

### Образование и трудовая деятельность
В 1954 году окончил речное училище в Молотове, в 1972 году — Горьковский институт инженеров водного транспорта по специальности «инженер-судоводитель».
С 1954 по 1991 год работал третьим, вторым, первым штурманом, капитаном, начальником службы безопасности судовождения и штурманского обеспечения, первым заместителем начальника, с 1985 года — начальником Камского речного пароходства (Пермь).

### Политическая деятельность
Являлся членом КПСС до августа 1991 года.
В 1990 году избран народным депутатом, в апреле 1990 года — председателем постоянной плановой и бюджетной комиссии, в ноябре 1991 года — членом малого совета Пермского областного Совета народных депутатов.
С 24 декабря 1991 по 12 января 1996 года — глава администрации (с октября 1994 года — губернатор) Пермской области. В декабре 1993 году баллотировался в Совет Федерации, но не был избран.
В 1995 году избран депутатом Государственной думы второго созыва от НДР. Был членом Комитета по бюджету, налогам, банкам и финансам, являлся с сентября 1997 года заместителем председателя фракции НДР. С 17 февраля 1999 года являлся первым заместителем Председателя Государственной думы.
Скончался 2 июля 2013 года в Москве.

## Награды
Награждён двумя медалями. Имеет звание «Почётный работник речного флота».

## Семья
Сын — предприниматель.

## Комментарии
1. ↑  Деревня Большое Поле (Яранцево) входила в состав Красногорского, в 1970-е годы — Октябрьского сельсовета Яранского района; упразднена 21.9.1979[3].